# Liste de jeux Seta
Liste des jeux développés ou édités par Seta, classés par plate-forme, puis par ordre alphabétique.

## Arcade

### Seta 1st Generation
- Arbalester (1989)
- Caliber 50 (1989)
- Crazy Fight (1996)
- DownTown / Mokugeki (1989)
- Meta Fox (1989)
- Thunder & Lightning (1990)
- Twin Eagle: Revenge Joe's Brother (1988)
- U.S. Classic (1989)

### System SSV
- Super Real Mahjong P7 (1997)
- Twin Eagle II - The Rescue Mission (1994)

### Aleck 64
- Donchan Puzzle Hanabi de Doon! (????)
- Hi Pai Paradise (????)
- Kurukuru Fever (????)
- Mayjinsen 3 (1999)
- Rev Limit (????)
- Star Soldier: Vanishing Earth (1998)
- Super Real Mahjong VS (1999)
- Tower & Shaft (2003)
- Variant Schwanzer (????)

## Console

### NES
- The Adventures of Tom Sawyer
- Castle of Dragon
- Formula One: Built to Win
- Silva Saga (1992)
- Shougi Hiden

### Super Nintendo
- A.S.P.: Air Strike Patrol
- Cacoma Knight in Bizyland
- Exhaust Heat
- F1 ROC II: Race of Champions
- Kendo Rage (1993)
- Earthbound (1994) <<Un remerciement de Seta Co Ltd, Visible au générique de fin>>
- Musya: The Classic Japanese Tale of Horror
- Nosferatu
- The Wizard of Oz
- 2 Dan Morita Shougi
- Silva Saga II: The Legend of Light and Darkness (1993)

### Nintendo 64
- Chopper Attack
- Eikō no Saint Andrews
- Ide Yōsuke no Mahjong Juku
- Japan Pro Golf Tour 64
- Kuiki Uhabi Suigou
- Morita Shogi 64
- Pachinko 365 Hi
- Rev Limit
- Saikyō Habu Shōgi
- Tetris 64

### GameCube
- The Legend of Golfer

### Game Boy
- Battle Bull

### Xbox 360
- Project Sylpheed